# Bionic (библиотека)
Bionic — вариант стандартной библиотеки языка Си, разработанный Google для использования в составе ОС Android. Она распространяется под лицензией BSD.
Разработка библиотеки ведётся отдельно от других реализаций. Задачами Bionic являются:
1. Использование лицензии BSD: ОС Android использует ядро Linux, лицензированное под GPL, но Google решила по возможности изолировать Android от эффектов GPL.
2. Малый размер: Bionic использует меньше ресурсов, чем GNU libc (glibc) и даже uClibc.
3. Скорость: Bionic разработана для работы на устройствах, CPU которых работают на достаточно низких частотах.

В Bionic отсутствуют или не реализованы многие функции полноразмерной libc, такие как поддержка многобайтовых символов или обработка исключений C++.